# والتر د. إيلرز
والتر د. إيلرز (بالإنجليزية: Walter D. Ehlers)‏ هو عسكري أمريكي، ولد في 7 مايو 1921 في جنكشن سيتي في الولايات المتحدة، وتوفي في 20 فبراير 2014 في لونغ بيتش في الولايات المتحدة بسبب قصور كلوي.

## وصلات خارجية
- والتر د. إيلرز على موقع IMDb (الإنجليزية)
- والتر د. إيلرز على موقع قاعدة بيانات الفيلم (الإنجليزية)